# Stemonocera mica
Stemonocera mica är en tvåvingeart som först beskrevs av Richter och Kandybina 1981.  Stemonocera mica ingår i släktet Stemonocera och familjen borrflugor. Inga underarter finns listade i Catalogue of Life.